# Zale termina
Zale termina är en fjärilsart som beskrevs av Augustus Radcliffe Grote 1883. Zale termina ingår i släktet Zale och familjen nattflyn. Inga underarter finns listade i Catalogue of Life.